# 堂島 (テレビドラマ)
『堂島』（どうじま）は関西テレビ制作、フジテレビ系列にて1968年4月7日から1969年3月30日まで毎週日曜21:30 - 22:15の『白雪劇場』（小西酒造一社提供）で放送されたテレビドラマ。本作は、米の相場をめぐる物語である。

## 出演
- 田崎潤
- 林与一
- 入江若葉
- 小林芳宏
- 遠藤太津朗
- 本郷功次郎
- 藤純子
- 中村鴈治郎
- 島田正吾
- 進藤英太郎
- 高島忠夫
- 浪花千栄子
- 山茶花究
- 月丘夢路
- 藤岡琢也
- 野川由美子
- 大村崑
- 正司歌江
- 正司照江
- 正司花江

- 坂上二郎
- 萩本欽一
- 村井国夫
- 藤岡重慶
- 舟橋元
- 吉田義夫
- 芦屋小雁
- 谷口完
- 夢路いとし
- 喜味こいし
- 左卜全
- 石井富子
- 磯村みどり
- 夏圭子
- 髙田次郎
- 田中春男
- 成瀬昌彦
- 酒井哲
- 谷口完
- 古川緑九

ほか

## スタッフ
- 原作・脚本：花登筺
- 演出：三輪弘、山像信夫
- 音楽：南安雄
- 主題歌：フランク永井

## サブタイトル
1. 力と銭 （1968年4月7日）
2. いもち病 （4月14日）
3. 死には死を! （4月21日）
4. 別離 （4月28日）
5. 相場師 （5月5日）
6. 買い占め （5月12日）
7. 度胸 （5月19日）
8. 何でや （5月26日）
9. 人生相場 （6月2日）
10. 表裏 （6月9日）
11. 買え! （6月16日）
12. 不吉 （6月23日）
13. 人間無情 （6月30日）
14. 堂島ごこち （7月7日）
15. 相場師無情 （7月14日）
16. みぞれ氷 （7月21日）
17. 涙相場 （7月28日）
18. 生と死 （8月4日）
19. 死の相場 （8月11日）
20. 風車 （8月18日）
21. 渦 （8月25日）
22. 再会 （9月1日）
23. 怒涛 （9月8日）
24. 花嫁相場 （9月15日）
25. 鑑札 （9月22日）
26. 手 （9月29日）
27. 再起 （10月6日）
28. 値打ち! （10月13日）
29. 兄弟 （10月20日）
30. 買売 （10月27日）
31. 雪の日 （11月3日）
32. 闘争 （11月10日）
33. 血の中で （11月17日）
34. 絆 （11月24日）
35. 逃亡 （12月1日）
36. 卍（まんじ） （12月8日）
37. 抱擁 （12月15日）
38. 北へ （12月22日）
39. 危険な夜 （12月29日）
40. 春の光 （1969年1月5日）
41. 荒波 （1月12日）
42. 死の吹雪 （1月19日）
43. うちのひと （1月26日）
44. 魚将軍 （2月2日）
45. 祝言 （2月9日）
46. 悪の華 （2月16日）
47. 女ごころ （2月23日）
48. 波紋 （3月2日）
49. 虚々実々 （3月9日）
50. 間一髪 （3月16日）
51. のれん復興 （3月23日）
52. 土へ帰る （3月30日）

## 放送局
特記の無い限り全て放送時間は日曜 21:30 - 22:15、同時ネット。
- 関西テレビ（制作局）
- 北海道放送：土曜 13:00 - 13:45（1968年8月31日 - 1969年8月23日）[1]
- 仙台放送[2]
- フジテレビ[3]
- 静岡放送：日曜 16:00 - 16:45[4]
- 東海テレビ[5]
- 西日本放送：土曜 13:00 - 13:45[6]
- 広島テレビ[6]
- テレビ西日本[7]
- 大分放送：日曜 22:30 - 23:15[8]